# Bob Joles
Bob Joles (Glendora, 16 juli 1959) is een Amerikaans stemacteur.

## Carrière
Joles spreekt voornamelijk stemmen in voor computerspellen, maar heeft ook veel televisiewerk gedaan. Enkele werken waaraan Joles gewerkt heeft, zijn Danny Phantom, The Jungle Book 2 en SpongeBob SquarePants.

## Filmografie

### Anime
- Dinozaurs
- Transformers: Robots in Disguise
- SpongeBob SquarePants

### Televisie
- Danny Phantom
- House of Mouse
- The Suite Life of Zack and Cody
- Justice League Unlimited
- The Grim Adventures of Billy & Mandy

### Films
- Scooby-Doo and the Witch's Ghost
- The Ant Bully
- The Jungle Book 2
- The Lion King 1½
- The Wild
- Winnie the Pooh: A Very Merry Pooh Year
- Puss in Boots
- Once Upon a Studio

### Computerspellen
- Dirge of Cerberus: Final Fantasy VII
- Fantastic Four
- Kingdom Hearts II
- Lemony Snicket's A Series of Unfortunate Events
- The Jungle Book: Rhythm 'n Groove
- SpongeBob SquarePants: Lights, Camera, Pants!
- Destroy All Humans!
- God of War II
- Neopets: The Darkest Faerie
- Metal Gear Solid 4: Guns of the Patriots
- Spider-Man 3
- Epic Mickey